# تپه قلعه قالاچیق
تپه قلعه قالاچیق مربوط به هزاره اول قبل از میلاد - سده‌های متاخر دوران‌های تاریخی پس از اسلام است و در شهرستان ورزقان، بخش مرکزی، دهستان سینا، غرب روستای همای علیا واقع شده و این اثر در تاریخ ۲۷ بهمن ۱۳۸۷ با شمارهٔ ثبت ۲۴۷۰۰ به‌عنوان یکی از آثار ملی ایران به ثبت رسیده است.